# Chloeres dulcinata
Chloeres dulcinata là một loài bướm đêm trong họ Geometridae.